# Битка при Урике
Битката при Урике (на португалски: batalha de Ourique) е най-значимата победа на португалците в хода на Реконкистата. Тя се състои на 25 юли 1139 г. между силите на граф Афонсу Енрикеш и армията на управителя на Кордоба Мухамад ибн Умар, тогава служител на Алморавидите. Резултатът е смазваща победа на християните и обявяването на Афонсу за пръв крал на Португалия.

## Ситуацията преди битката
През 1071 г. първото португалско графство е ликвидирано като васал на кралство Галисия. Когато по-късно тези земи преминават под властта на краля на Леон Алфонсо VІ, той решава да ги предостави на един бургундски рицар на негова служба – Анри. Като съпруг на неговата дъщеря Тереза, Анри става новият граф на Португалия, известен официално като Енрике І (1095 г.). Новата династия подема по-енергично борбата на два фронта – за извоюване на независимост и кралско достойнство; и за прогонване на маврите от южните части на Португалия. С тази задача се заема синът на Енрике – Афонсу Енрикеш.
Той застава самостоятелно начело на графството през 1128 г. През 30-те години основната му цел е да спечели независимостта си. Непосредствено преди битката при Урике той се сражва и преговаря с краля на Леон Алфонсо VІІ. В Замора, където се водят преговорите, той научава, че маврите от юга са нападнали земите му. Алфонсо VІІ му позволява да отиде с армията си и да отвърне на удара.

## Ход на сражението
Крепостта Урике се намира в югозападна Португалия, на 30 км южно от град Бежа. Местоположението ѝ толкова на юг кара някои историци да се съмняват, че става дума за тази крепост, защото тя е била дълбоко в мюсюлманските територии. Стенли Пейн предлага алтернативно мнение за малко градче със същото име близо до Сантарем в централната част на страната.
Когато португалците приближават, маврите на Мухамад ибн Умар тъкмо обсаждат Урике. Съотношението на силите и точното развитие на битката са неясни. Според португалските източници мюсюлманите са значително повече, говори се даже за пет техни крале (вероятно пет управители на отделните провинции на Алмохадите). Знае се, че Умар обжгражда армията на Афонсу на един хълм, където тя е отлично укрепена. Как португалците са отблъснали атаките и са обърнали сражението в победа е неизвестно. Оценката за крайния резултат обаче е единодушна – пълна и убедителна победа за Афонсу. Той не съумява да се възползва от този пръв голям успех, тъй като е навлязъл навътре в мюсюлманската територия и няма добро снабдяване и комуникация. Принуден е да се оттегли, без значително да промени нито границите на Португалия, нито системата на мюсюлманските владения.

## Последици
Непосредствено след победата Афонсу се провъзгласява за крал, а Португалия за независима държава. Четири години по-късно кралете на Леон се съгласяват с тази промяна, потвърдена и от папата. Това постижение е още по-впечатляващо със създаването и на португалска архиепископия в Брага. Новият крал започва да крои още по-сериозни планове – за превземането на важния град Лисабон.